# Pikku Kotkanniemi
Pikku Kotkanniemi är en halvö i Finland. Den ligger i sjön Tammijärvi och i kommunen Kouvola i den ekonomiska regionen  Kouvola ekonomiska region  och landskapet Kymmenedalen, i den södra delen av landet, 100 km nordost om huvudstaden Helsingfors.